# استنلی/آلی، ویچیتا، کانزاس
استنلی/آلی (به انگلیسی: Stanley/Aley) یک منطقهٔ مسکونی در ایالات متحده آمریکا است که در کانزاس واقع شده‌است. استنلی/آلی ۴٬۴۵۱ نفر جمعیت دارد و ۳۹۵٫۰۳ متر بالاتر از سطح دریا واقع شده‌است.